# Gianni Faresin
Gianni Faresin (født 16. juli 1965 i Marostica) er en tidligere italiensk landevejscykelrytter. Han var professionel cykelrytter fra 1988 til 2004.